# Guillaume Gomez (cuisinier)
Pour les articles homonymes, voir Guillaume Gomez et Gomez.
Guillaume Gomez, né le 8 août 1978 à Paris, est un chef cuisinier français, Ambassadeur pour la gastronomie, l'alimentation et les arts culinaires.

## Biographie
Après l'obtention d’un BEP hôtellerie-restauration à l'École de Paris des Métiers de la Table, Guillaume Gomez reçoit, à l'âge de 25 ans, le titre de Meilleur ouvrier de France en janvier 2004 et devient le plus jeune lauréat de l'histoire dans la catégorie cuisine.
À partir de 1997, il exerce au palais de l'Élysée au service des présidents de la République.
En mai 2012, quelques jours avant de quitter ses fonctions, le président Nicolas Sarkozy lui remet les insignes de chevalier dans l'ordre national du Mérite, déclarant : « Si vous saviez ce que les chefs d’État étrangers me disaient de la cuisine de l’Élysée. […] Vous n’imaginez pas combien vous comptez pour l’image de la France. (…) J’ai travaillé avec la meilleure équipe du monde. Vous êtes la permanence de la France ».
Le 24 février 2021, il annonce qu'il va quitter ses fonctions aux cuisines de l'Élysée pour occuper début mars un poste de « représentant personnel » du président en matière de gastronomie.

### Engagement associatif
Guillaume Gomez est membre de plusieurs associations professionnelles de cuisiniers :
- Fondateur et Président d’Honneur des Cuisiniers de la République, une association qui regroupe les chefs travaillant pour la République française à travers le monde[5] ;
- Président d’honneur d'Euro-Toques France ;
- membre des Disciples d'Auguste Escoffier[6], de l’académie culinaire de France, des Maîtres Cuisiniers de France, des Toques Françaises et des Cuisiniers de France, de l'Académie nationale de cuisine.

Il participe à de nombreuses semaines gastronomiques à travers le monde pour valoriser le savoir-faire, les produits et la cuisine française. C'est pour cet engagement pour la reconnaissance et la mise en valeur de la cuisine française qu'il reçoit en 2012 le « Prix du rayonnement français » pour la gastronomie. En 2013, Guillaume Gomez est nommé par les Nations unies « ambassadeur pour la promotion et la reconnaissance des Indications géographiques protégées ». En 2018, il devient le parrain de l'Association nationale des Apprentis de France. Le 27 mai 2018, il est consacré « personality of the year » lors des « Gourmands Awards » et reçoit le titre de « Personnalité gastronomique de l'Année ».
Il accompagne également la branche française de l’association Vision du Monde en finançant des projets au Sénégal et au Vietnam.
Auprès de la Fondation Ecole de Félix, 3 Instituts d’Excellence Culinaire qui portent son nom voient le jour dans l’ Océan Indien. Deux à Madagascar et un à l’Ile Maurice. En reconnaissance de son engagement pour les enfants de Madagascar, le président Andry Rajoelina le décore de la croix de chevalier dans l’Ordre national Malagasy, le 3 octobre 2022, lors l’inauguration de l’Institut d’excellence Culinaire Guillaume Gomez (IECGG) dans le village Akamasoa du Père Pédro.

## Récompenses et distinctions
- Chevalier de la Légion d'honneur (2020)[11]
- Chevalier de l'ordre national du Mérite (2011)[12]
- Officier de l'ordre des Palmes académiques (2025 ; Chevalier en 2015)
- Commandeur de l'ordre du Mérite agricole[13] (Officier en 2015 ; Chevalier en 2012)[14]
- Officier de l'ordre des Arts et des Lettres (2017[15]; Chevalier en 2013)[16]
- Chevalier de l’Ordre national Malagasy (2022)
- Chevalier de l'ordre du Mérite culturel de Monaco[17].
- Médaille de la jeunesse, des sports et de l'engagement associatif, bronze (2017)
- Commandeur de l'ordre du Mérite civil d'Espagne[18]
- Commandeur de l'ordre pro Merito Melitensi[19]
- Commandeur de l'Ordre français du rayonnement gastronomique
- Commandeur du Grand Ordre Mondial Marius Vettard
- Commandeur de l'Ordre Mondial de l'Académie Culinaire de France
- Étoile d’Or du Mérite Civique
- Toque de l'année par les Toques françaises (2014)[20]
- Meilleur ouvrier de France 2004 - catégorie « Cuisine / Gastronomie »